# Elezioni legislative in Portogallo del 2011
Le elezioni legislative in Portogallo del 2011 si tennero il 5 giugno  per il rinnovo dell'Assemblea della Repubblica.
In seguito all'esito elettorale, Pedro Passos Coelho, espressione del Partito Social Democratico, divenne Primo ministro, nell'ambito di una coalizione col CDS - Partito Popolare.

## Risultati
| Partito Social Democratico                  | 2 159 742 | 40,32 | 108 |  |  |  |
| Partito Socialista                          | 1 568 168 | 29,28 | 74  |  |  |  |
| CDS - Partito Popolare                      | 653 987   | 12,21 | 24  |  |  |  |
| Coalizione Democratica Unitaria (PCP - PEV) | 441 852   | 8,25  | 16  |  |  |  |
| Blocco di Sinistra                          | 288 973   | 5,39  | 8   |  |  |  |
| Partito Comunista dei Lavoratori Portoghesi | 62 610    | 1,17  | –   |  |  |  |
| Partito per gli Animali e per la Natura     | 57 995    | 1,08  | –   |  |  |  |
| Partito della Terra                         | 22 705    | 0,42  | –   |  |  |  |
| Movimento Speranza del Portogallo           | 21 942    | 0,41  | –   |  |  |  |
| Partito Nazionale Rinnovatore               | 17 548    | 0,33  | –   |  |  |  |
| Partito Laburista Portoghese                | 16 895    | 0,32  | –   |  |  |  |
| Partito Popolare Monarchico                 | 14 687    | 0,27  | –   |  |  |  |
| Partito della Nuova Democrazia              | 11 806    | 0,22  | –   |  |  |  |
| Portogallo per la Vita                      | 8 209     | 0,15  | –   |  |  |  |
| Partito Operaio di Unità Socialista         | 4 572     | 0,09  | –   |  |  |  |
| Partito Democratico dell'Atlantico          | 4 569     | 0,09  | –   |  |  |  |
| Partito Umanista                            | 3 588     | 0,07  | –   |  |  |  |
| Totale                                      | 5 356 612 | 100   | 230 |  |  |  |
|                                             |           |       |     |  |  |  |
| Schede bianche                              | 148 618   | 2,66  |     |  |  |  |
| Schede nulle                                | 79 399    | 1,42  |     |  |  |  |
| Votanti                                     | 5 584 629 |       |     |  |  |  |

- Secondo i dati ufficiali, i votanti sono in tutto 5.585.054, ossia 425 in più del totale risultante dalla sommatoria.

| Riepilogo dei seggi (+/- elezioni 2009) | Riepilogo dei seggi (+/- elezioni 2009) | Riepilogo dei seggi (+/- elezioni 2009) | Riepilogo dei seggi (+/- elezioni 2009) | Riepilogo dei seggi (+/- elezioni 2009) | Riepilogo dei seggi (+/- elezioni 2009) | Riepilogo dei seggi (+/- elezioni 2009) |
| --------------------------------------- | --------------------------------------- | --------------------------------------- | --------------------------------------- | --------------------------------------- | --------------------------------------- | --------------------------------------- |
|                                         |                                         |                                         |                                         |                                         |                                         |                                         |
| CDU                                     | 16                                      | ▲ 1                                     |                                         | BE                                      | 8                                       | ▼ 8                                     |
| PS                                      | 74                                      | ▼ 23                                    |                                         | PSD                                     | 108                                     | ▲ 27                                    |
| CDS-PP                                  | 24                                      | ▲ 3                                     |                                         |                                         |                                         |                                         |

## Distribuzione dei deputati per circoli elettorali
La seguente tabella contiene il numero dei deputati assegnati ad ogni circolo elettorale nelle elezioni legislative del 2011.
| Círcolo elettorale | Totale dei deputati | Elettori  |
| ------------------ | ------------------- | --------- |
| Aveiro             | 16                  | 651.230   |
| Beja               | 3                   | 135.724   |
| Braga              | 19                  | 774.995   |
| Braganza           | 3                   | 153.902   |
| Castelo Branco     | 4                   | 190.981   |
| Coimbra            | 9                   | 395.075   |
| Évora              | 3                   | 145.894   |
| Faro               | 9                   | 360.068   |
| Guarda             | 4                   | 172.391   |
| Leiria             | 10                  | 424.758   |
| Lisbona            | 47                  | 1.878.702 |
| Portalegre         | 2                   | 106.443   |
| Porto              | 39                  | 1.570.154 |
| Santarém           | 10                  | 402.350   |
| Setúbal            | 17                  | 711.089   |
| Viana do Castelo   | 6                   | 257.039   |
| Vila Real          | 5                   | 235.536   |
| Viseu              | 9                   | 381.601   |
| Azzorre            | 5                   | 222.095   |
| Madera             | 6                   | 255.867   |
| Europa             | 2                   | 75.114    |
| Resto del Mondo    | 2                   | 120.068   |
| Totale             | 230                 | 9.621.076 |